# Île Londonderry
Pour la ville du Irlande du Nord, voir Londonderry.
L'île Londonderry est une île de la région de Magallanes et de l'Antarctique chilien à l'embouchure occidentale du canal Beagle et la passe de Darwin ; le capitaine du HMS Beagle, Robert FitzRoy, était un descendant du marquis de Londonderry.
Parmi les îles situées à proximité se trouvent l'île Gilbert et l'île Stewart au nord-ouest, l'île O'Brien au nord, l'île Cook (ou île London) et l'île Thompson à l'est. L'île est séparée à l'ouest de l'île Hoste par la baie Cook.
Au milieu du XXe siècle, l'île servait de station baleinière sommaire pour la chasse à la baleine.